# Neotropius
Neotropius és un gènere de peixos pertanyent a la família dels esquilbèids.

## Taxonomia
- Neotropius acutirostris (Day, 1870)
- Neotropius atherinoides (Bloch, 1794)[4]
- Neotropius khavalchor (Kulkarni, 1952)[5]
- Neotropius mitchelli (Günther, 1864)[6][7][8][9][10]